# Précy-Notre-Dame
Précy-Notre-Dame è un comune francese di 79 abitanti situato nel dipartimento dell'Aube nella regione del Grand Est.

## Società

### Evoluzione demografica
Abitanti censiti